# Sloveanoserbka, Rozdilna
Sloveanoserbka (în ucraineană Слов'яносербка, în trecut Slaveano Serbka) este un sat în comuna Velîkoploske din raionul Rozdilna, regiunea Odesa, Ucraina.

## Demografie
Componența lingvistică a localității Sloveanoserbka
     Ucraineană (88%)
     Rusă (10,48%)
     Alte limbi (1,37%)
Conform recensământului din 2001, majoritatea populației localității Sloveanoserbka era vorbitoare de ucraineană (88%), existând în minoritate și vorbitori de rusă (10,48%).